# Erste Bank Open
El Torneig de Viena, conegut oficialment com a Erste Bank Open, és un torneig de tennis professional que es disputa anualment sobre pista dura al Wiener Stadthalle de Viena, Àustria. Pertany a les sèries 250 del circuit ATP masculí i se celebra a finals d'octubre.
Va ser creat l'any 1974 amb el nom de Fischer-Grand Prix però posteriorment també es va anomenar CA-TennisTrophy i Bank Austria-TennisTrophy. L'any 2015 va ascendir de categoria per pertànyer a les sèries 500 ocupant el lloc deixat pel torneig de València.

## Palmarès

### Individual masculí
| Any                                       | Campió                | Finalista             | Resultat                      |
| ----------------------------------------- | --------------------- | --------------------- | ----------------------------- |
| ATP World Tour 500                        |                       |                       |                               |
| 2024                                      | Jack Draper           | Karén Khatxànov       | 6−4, 7−5                      |
| 2023                                      | Jannik Sinner         | Daniïl Medvédev       | 7−6(7), 4−6, 6−3              |
| 2022                                      | Daniïl Medvédev       | Denis Shapovalov      | 4−6, 6−3, 6−2                 |
| 2021                                      | Alexander Zverev      | Frances Tiafoe        | 7−5, 6−4                      |
| 2020                                      | Andrei Rubliov        | Lorenzo Sonego        | 6−4, 6−4                      |
| 2019                                      | Dominic Thiem         | Diego Schwartzman     | 3−6, 6−4, 6−3                 |
| 2018                                      | Kevin Anderson        | Kei Nishikori         | 6−3, 7−6(3)                   |
| 2017                                      | Lucas Pouille         | Jo-Wilfried Tsonga    | 6−1, 6−4                      |
| 2016                                      | Andy Murray (2)       | Jo-Wilfried Tsonga    | 6−3, 7−6(6)                   |
| 2015                                      | David Ferrer          | Steve Johnson         | 4−6, 6−4, 7−5                 |
| ATP World Tour 250 / International Series |                       |                       |                               |
| 2014                                      | Andy Murray           | David Ferrer          | 5−7, 6−2, 7−5                 |
| 2013                                      | Tommy Haas            | Robin Haase           | 6−3, 4−6, 6−4                 |
| 2012                                      | Juan Martín del Potro | Grega Žemlja          | 7−5, 6−3                      |
| 2011                                      | Jo-Wilfried Tsonga    | Juan Martín del Potro | 6−7(5), 6−3, 6−4              |
| 2010                                      | Jürgen Melzer (2)     | Andreas Haider-Maurer | 6−7(10), 7−6(4), 6−4          |
| 2009                                      | Jürgen Melzer         | Marin Čilić           | 6−4, 6−3                      |
| 2008                                      | Philipp Petzschner    | Gaël Monfils          | 6−4, 6−4                      |
| 2007                                      | Novak Đoković         | Stanislas Wawrinka    | 6−4, 6−0                      |
| 2006                                      | Ivan Ljubičić (2)     | Fernando González     | 6−3, 6−4, 7−5                 |
| 2005                                      | Ivan Ljubičić         | Juan Carlos Ferrero   | 6−2, 6−4, 7−6(5)              |
| 2004                                      | Feliciano López       | Guillermo Cañas       | 6−4, 1−6, 7−5, 3−6, 7−5       |
| 2003                                      | Roger Federer (2)     | Carles Moyà           | 6−3, 6−3, 6−3                 |
| 2002                                      | Roger Federer         | Jiří Novák            | 6−4, 6−1, 3−6, 6−4            |
| 2001                                      | Tommy Haas            | Guillermo Cañas       | 6−2, 7−6(6), 6−4              |
| 2000                                      | Tim Henman            | Tommy Haas            | 6−4, 6−4, 6−4                 |
| 1999                                      | Greg Rusedski         | Nicolas Kiefer        | 6−7(5), 2−6, 6−3, 7−5, 6−4    |
| 1998                                      | Pete Sampras          | Karol Kučera          | 6−3, 7−6(3), 6−1              |
| 1997                                      | Goran Ivanišević (2)  | Greg Rusedski         | 3−6, 6−7(4), 7−6(7), 6−2, 6−3 |
| 1996                                      | Boris Becker          | Jan Siemerink         | 6−4, 6−7(7), 6−2, 6−3         |
| 1995                                      | Filip Dewulf          | Thomas Muster         | 7−5, 6−2, 1−6, 7−5            |
| 1994                                      | Andre Agassi          | Michael Stich         | 7−6(4), 4−6, 6−2, 6−3         |
| 1993                                      | Goran Ivanišević      | Thomas Muster         | 4−6, 6−4, 6−4, 7−6(3)         |
| 1992                                      | Petr Korda            | Gianluca Pozzi        | 6−3, 6−2, 5−7, 6−1            |
| 1991                                      | Michael Stich         | Jan Siemerink         | 6−4, 6−4, 6−4                 |
| 1990                                      | Anders Järryd         | Horst Skoff           | 6−3, 6−3, 6−1                 |
| 1989                                      | Paul Annacone         | Kelly Evernden        | 6−7, 6−4, 6−1, 2−6, 6−3       |
| 1988                                      | Horst Skoff           | Thomas Muster         | 4−6, 6−3, 6−4, 6−2            |
| 1987                                      | Jonas Svensson        | Amos Mansdorf         | 1−6, 1−6, 6−2, 6−3, 7−5       |
| 1986                                      | Brad Gilbert          | Karel Nováček         | 3−6, 6−3, 7−5, 6−0            |
| 1985                                      | Jan Gunnarsson        | Libor Pimek           | 6−7, 6−2, 6−4, 1−6, 7−5       |
| 1984                                      | Tim Wilkison          | Pavel Složil          | 6−1, 6−1, 6−2                 |
| 1983                                      | Brian Gottfried (4)   | Mel Purcell           | 6−2, 6−3, 7−5                 |
| 1982                                      | Brian Gottfried       | Bill Scanlon          | 6−1, 6−4, 6−0                 |
| 1981                                      | Ivan Lendl            | Brian Gottfried       | 1−6, 6−0, 6−1, 6−2            |
| 1980                                      | Brian Gottfried       | Trey Waltke           | 6−2, 6−4, 6−3                 |
| 1979                                      | Stan Smith (2)        | Wojtek Fibak          | 6−4, 6−0, 6−2                 |
| 1978                                      | Stan Smith            | Balázs Taróczy        | 4−6, 7−6, 7−6, 6−3            |
| 1977                                      | Brian Gottfried       | Wojtek Fibak          | 6−1, 6−1                      |
| 1976                                      | Wojtek Fibak          | Raúl Ramírez          | 6−7, 6−3, 6−4, 2−6, 6−1       |
| 1975                                      | No celebrat           | No celebrat           | No celebrat                   |
| 1974                                      | Vitas Gerulaitis      | Andrew Pattison       | 6−4, 3−6, 6−3, 6−2            |

### Dobles masculins
| Any                                       | Campions                             | Finalistes                            | Resultat               |
| ----------------------------------------- | ------------------------------------ | ------------------------------------- | ---------------------- |
| ATP World Tour 500                        |                                      |                                       |                        |
| 2024                                      | Alexander Erler Lucas Miedler (2)    | Neal Skupski Michael Venus            | 4−6, 6−3, [10−1]       |
| 2023                                      | Rajeev Ram Joe Salisbury (2)         | Nathaniel Lammons Jackson Withrow     | 6−4, 5−7, [12−10]      |
| 2022                                      | Alexander Erler Lucas Miedler        | Santiago González Andrés Molteni      | 6−3, 7−6(1)            |
| 2021                                      | Juan Sebastián Cabal Robert Farah    | Rajeev Ram Joe Salisbury              | 6−4, 6−2               |
| 2020                                      | Łukasz Kubot Marcelo Melo (3)        | Jamie Murray Neal Skupski             | 7−6(5), 7−5            |
| 2019                                      | Rajeev Ram Joe Salisbury             | Łukasz Kubot Marcelo Melo             | 6−4, 6−7(5), [10−5]    |
| 2018                                      | Joe Salisbury Neal Skupski           | Mike Bryan Édouard Roger-Vasselin     | 7−6(5), 6−3            |
| 2017                                      | Rohan Bopanna Pablo Cuevas           | Marcelo Demoliner Sam Querrey         | 7−6(7), 6−7(4), [11−9] |
| 2016                                      | Łukasz Kubot Marcelo Melo            | Oliver Marach Fabrice Martin          | 4−6, 6−3, [13−11]      |
| 2015                                      | Łukasz Kubot Marcelo Melo            | Jamie Murray John Peers               | 4−6, 7−6(3), [10−6]    |
| ATP World Tour 250 / International Series |                                      |                                       |                        |
| 2014                                      | Jürgen Melzer Philipp Petzschner     | Andre Begemann Julian Knowle          | 7−6(6), 4−6, [10−7]    |
| 2013                                      | Florin Mergea Lukáš Rosol            | Julian Knowle Daniel Nestor           | 7−5, 6−4               |
| 2012                                      | Andre Begemann Martin Emmrich        | Julian Knowle Filip Polášek           | 6−4, 3−6, [10−4]       |
| 2011                                      | Bob Bryan Mike Bryan                 | Max Mirnyi Daniel Nestor              | 7−6(10), 6−3           |
| 2010                                      | Daniel Nestor Nenad Zimonjić         | Mariusz Fyrstenberg Marcin Matkowski  | 7−5, 3−6, [10−5]       |
| 2009                                      | Łukasz Kubot Oliver Marach           | Julian Knowle Jürgen Melzer           | 2−6, 6−4, [11−9]       |
| 2008                                      | Max Mirnyi Andy Ram                  | Philipp Petzschner Alexander Peya     | 6−1, 7−5               |
| 2007                                      | Mariusz Fyrstenberg Marcin Matkowski | Tomas Behrend Christopher Kas         | 6−4, 6−2               |
| 2006                                      | Petr Pála Pavel Vízner               | Julian Knowle Jürgen Melzer           | 6−4, 3−6, 12−10        |
| 2005                                      | Mark Knowles Daniel Nestor           | Jonathan Erlich Andy Ram              | 6−3, 6−4(2)            |
| 2004                                      | Martin Damm Cyril Suk                | Gastón Etlis Martín Rodríguez         | 6−7(4), 6−4, 7−6(4)    |
| 2003                                      | Yves Allegro Roger Federer           | Mahesh Bhupathi Max Mirnyi            | 7−6(7), 7−5            |
| 2002                                      | Joshua Eagle Sandon Stolle           | Jiří Novák Radek Štěpánek             | 6−4, 6−3               |
| 2001                                      | Martin Damm Radek Štěpánek           | Jiří Novák David Rikl                 | 6−3, 6−2               |
| 2000                                      | Ievgueni Kàfelnikov Nenad Zimonjić   | Jiří Novák David Rikl                 | 6−4, 6−4               |
| 1999                                      | David Prinosil Sandon Stolle         | Piet Norval Kevin Ullyett             | 7−6(7), 7−5            |
| 1998                                      | Ievgueni Kàfelnikov Daniel Vacek (2) | David Adams John-Laffnie de Jager     | 7−5, 6−3               |
| 1997                                      | Ellis Ferreira Patrick Galbraith     | Marc-Kevin Goellner David Prinosil    | 6−3, 6−4               |
| 1996                                      | Ievgueni Kàfelnikov Daniel Vacek     | Pavel Vízner Menno Oosting            | 6−4, 7−5               |
| 1995                                      | Ellis Ferreira Jan Siemerink         | Todd Woodbridge Mark Woodforde        | 6−4, 7−5               |
| 1994                                      | Mike Bauer David Rikl                | Alex Antonitsch Greg Rusedski         | 7−6, 6−4               |
| 1993                                      | Byron Black Jonathan Stark           | Mike Bauer David Prinosil             | 6−3, 7−6               |
| 1992                                      | Ronnie Bathman Anders Järryd         | Kent Kinnear Udo Riglewski            | 6−3, 7−5               |
| 1991                                      | Gary Muller Anders Järryd            | Jakob Hlasek Patrick McEnroe          | 6−4, 7−5               |
| 1990                                      | Udo Riglewski Michael Stich          | Jorge Lozano Todd Witsken             | 6−4, 6−4               |
| 1989                                      | Jan Gunnarsson Anders Järryd         | Paul Annacone Kelly Evernden          | 6−2, 6−3               |
| 1988                                      | Alex Antonitsch Balazs Taroczy       | Kevin Curren Tomáš Šmíd               | 4−6, 6−3, 7−6          |
| 1987                                      | Mel Purcell Tim Wilkison             | Emilio Sánchez Vicario Javier Sánchez | 6−3, 7−5               |
| 1986                                      | Ricardo Acioly Wojtek Fibak          | Brad Gilbert Slobodan Živojinović     | Renúncia               |
| 1985                                      | Mike De Palmer Gary Donnelly         | Sergi Casal Emilio Sánchez Vicario    | 6−4, 6−3               |
| 1984                                      | Wojtek Fibak Sandy Mayer             | Heinz Günthardt Balázs Taróczy        | 6−4, 6−4               |
| 1983                                      | Stan Smith Mel Purcell               | Marcos Hocevar Cassio Motta           | 6−3, 6−4               |
| 1982                                      | Henri Leconte Pavel Složil           | Mark Dickson Terry Moor               | 6−1, 7−6               |
| 1981                                      | Steve Denton Tim Wilkison            | Sammy Giammalva Fred McNair           | 4−6, 6−3, 6−4          |
| 1980                                      | Stan Smith Robert Lutz               | Heinz Günthardt Pavel Složil          | 6−1, 6−2               |
| 1979                                      | Bob Hewitt Frew McMillan (3)         | Brian Gottfried Raúl Ramírez          | 6−4, 3−6, 6−1          |
| 1978                                      | Victor Pecci Balázs Taróczy          | Bob Hewitt Frew McMillan              | 6−3, 6−7, 6−4          |
| 1977                                      | Bob Hewitt Frew McMillan             | Wojciech Fibak Jan Kodeš              | 6−4, 6−3               |
| 1976                                      | Bob Hewitt Frew McMillan             | Brian Gottfried Raul Ramirez          | 6−4, 4−0, retirada     |
| 1975                                      | No celebrat                          | No celebrat                           | No celebrat            |
| 1974                                      | Andrew Pattison Raymond Moore        | Bob Hewitt Frew McMillan              | 6−4, 5−7, 6−4          |